# Donnington (Berkshire)
Donnington – wieś w Anglii, w hrabstwie ceremonialnym Berkshire, w dystrykcie (unitary authority) West Berkshire. Leży 26 km na zachód od centrum miasta Reading i 85 km na zachód od centrum Londynu.
W pobliżu wsi znajdują się ruiny zamku Donnington.